# Хронология истории Грузии
В данной статье приведены основные события из истории Грузии. Все события следуют в хронологическом порядке.

## Древний период

### До н. э.
- 1,8-1,6 млн лет до н. э. — Дманисский гоминид или Homo erectus georgicus (Человек грузинский) обитал на территории нынешней Грузии[1][2][3].
- Конец III тыс. до н. э. — распад родоплеменного строя среди картвельских племён.
- Середина II тыс. до н. э. — древние картвелы переходят на стадию ранней государственности[4].
- VII веке до н. э. — нашествие киммерийцев на Колхиду.
- VI веке до н .э. — завоевание южной Колхиды Ахеменедиской империей.
- V веке до н. э. — основание нового Колхидского государства (Эгриси) на территории нынешней западной Грузии
- IV века до н. э. — распад Колхидского государства (Эгриси)[5].
- IV—III веках до н. э. — основание Иберийского царства (Картли) на территории нынешней восточной Грузии[5].
- 229 года до н. э. — начало правления царских династий Иберии.
- 65 году до н. э. — вторжение римского полководца Помпея в Иберийское царство.

### Начало нашей эры
- I веке н. э. — апостол Андрей Первозванный приносит христианство в Грузию и основывает Грузинскую Православную Церковь.
- 35 год — войско Картли вторгается в Армению[5].
- 63 год — Колхида вошла в состав Римской империи.
- 331 год — христианство объявлено государственной религией Иверии[5].

## Средневековье
- 482—484 годы — восстание царя Вахтанг I Горгасал против Сасанидов[5].
- 526—532 годы — конфликт между Сасанидов и Византией за контроль над Иберией (Картли).
- 542—562 годы — «Большая война» между государством Сасанидов и Византией[5],
- 580 год — Ормизд IV отменил Иберийскую монархию, Иберия стала персидской провинцией, управляемой марзпаном (правителем).
- 588 год — основание Картлийского эрисмтаварства.
- 591 год — Византия и Персия согласились разделить Иберию.
- 608 год — церковный раскол между Грузинской и Армянской церквями[5].
- 627 год — византийский император Ираклий I начал осаду Тбилиси.
- 628 год — город Тбилиси был взят хазарами[5].
- 654 год — подписан договор c Арабским халифатом, «Охранная грамота».
- 735 год — арабский полководец Марван II ибн Мухаммад напал на Грузию.
- 736 год — образован Тбилисский эмират — исламское государственное образование под эгидой Арабского халифата.
- 786 год — Лазское царство сливается с Абазгией и образует Абхазское царство.
- Конец VIII века — арабы упразднили эрисмтаварство в Картли[6].
- 813 год — Ашот I Куропалат основывает княжество Тао-Кларджети[7].
- 853 году — Тбилиси был захвачен арабскими войсками под предводительством Буга-Тюрка[5].
- 888 году — Адарнасе IV Багратиони восстановил грузинскую монархию[8][9].

## Х-XV века
- 914 год — эмир Абул-Касим вторгается в южную и восточную Грузию[5].
- 979 год — подавление восстания Варды Склира против Василия II.

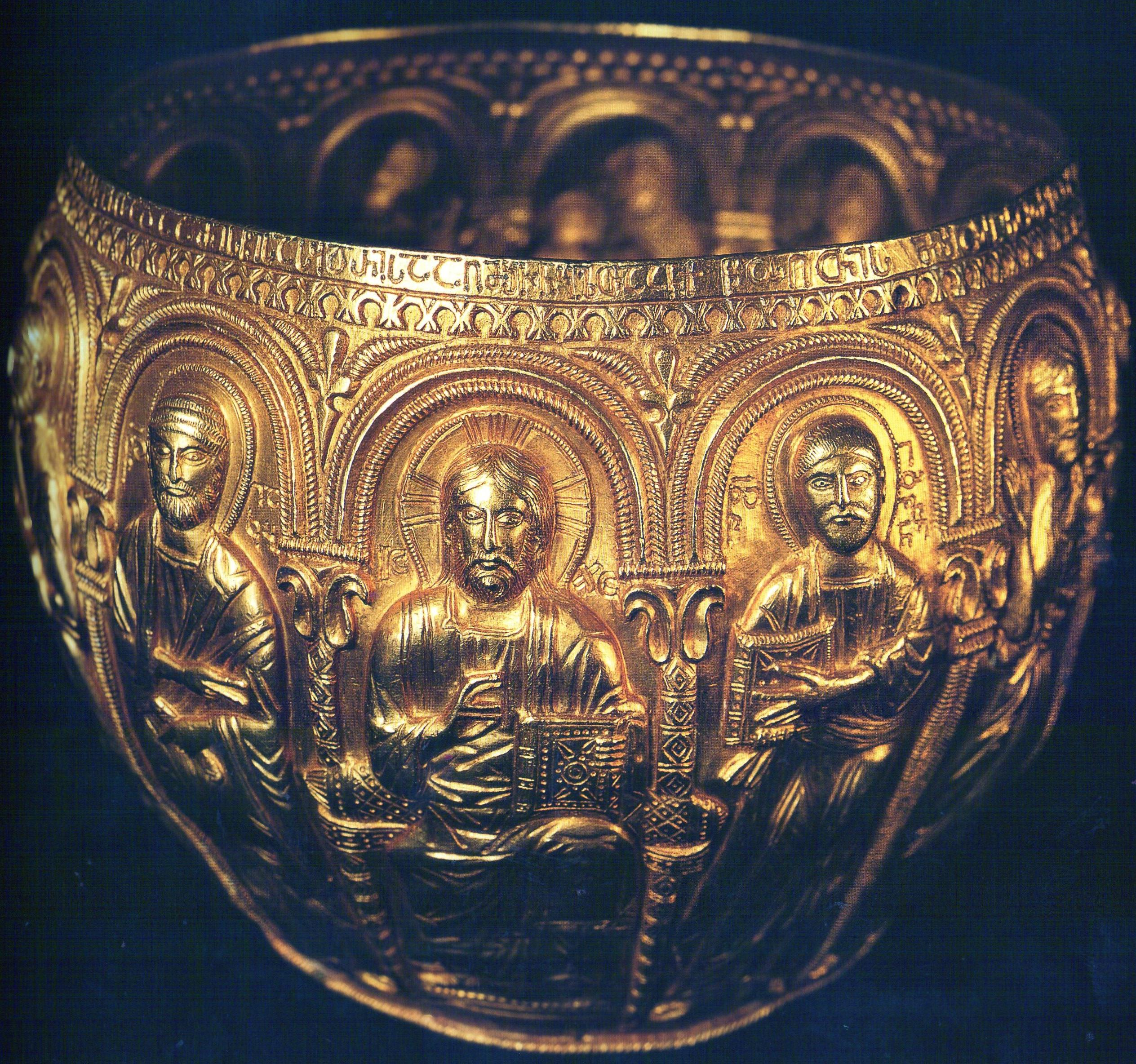
Кубок царя Грузии Баграта III, 999 г. н.э.

- 1008—1010 годы — царь Баграт III создаёт Единое Грузинское государство. Кубок царя Грузии Баграта III, 999 г. н.э.1010 год — Кахети и Эрети присоединены к Грузинскому царству.
- 1023 год — между Грузией и Византией подписан мирный договор,
- 1028 год — нападение византийцев на Грузию.
- 1064 год — первый поход сельджуков на Грузию
- 1068 год — второй поход сельджуков на Грузию.
- 1073 год — восстание феодалов против Георгия II.
- 1083 год — Георгий II начал платить дань сельджукам,

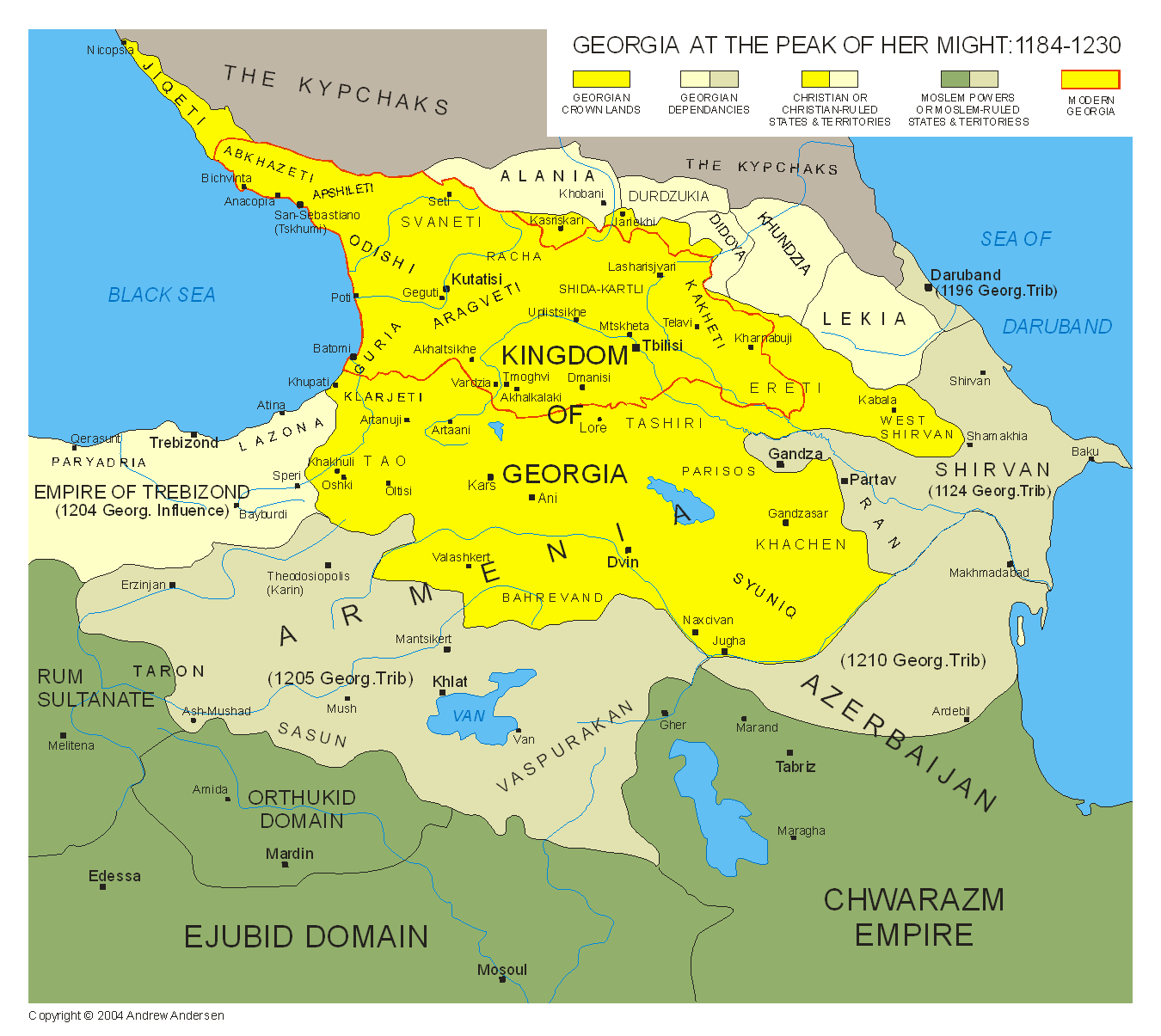
Грузинское царство в период наибольшего расширения, 1184—1225

- Грузинское царство в период наибольшего расширения, 1184—12251099 год — Давид IV Строитель прекратил выплату дани.
- 1104 год — Давид IV Строитель созывает Руис-Урбнисский собор.
- 1106 год — начато строительство Гелатского монастыря.
- 1110 год — Самшвилде был освобождён от турок-сельджуков.
- 1115 год — Рустави был освобождён от турок-сельджуков.
- 1117 год — Гиши был освобождён от турок-сельджуков.
- 1118 год — Лоре был освобождён от турок-сельджуков.
- 1121 год — сельджукское войско разбито грузинами в Дидгорской битвe
- 1122 год — Тбилиси был освобождён от турок-сельджуков.
- 1123 год — Дманиси был освобождён от турок-сельджуков.
- 1210 год — Грузия предпринимает военный поход в Северный Иран.
- 1220 год — первое вторжение монголов в Грузию.
- 1226 год — Тбилиси был взят хорезмшахом Джалал ад-Дином.
- 1266 год — княжество Самцхе отделилось от единой Грузии.
- 1386—1403 годы — Тамерлан предпринял серию разрушительных походов против Грузии.
- 1403 году — Тамерлан и Георгий VII подписали мирное соглашение.
- XV век — Грузия будучи окружённой мусульманским миром, приходит в упадок.

## XVI—XIX века
- XVI веке — территория современной Грузии становится ареной противостояния между Османской империей и Сефевидской империей.
- 1578—1590 годы — турецко-персидская война за контроль над Закавказьем.
- 1597 год — Шах-Аббас изгоняет турок из Грузии и Кавказа.
- 1599 год — освобождение Горийской крепости от османов[5].
- 1723 год — захват Тбилиси османскими войсками
- 1780 год — грузинское население в Грузии составило 675 тысяч человек[10].
- 1783 год — подписан Георгиевский трактат.
- 1785 году — на Грузию совершили набег аварцы.
- 1787 году — началась русско-турецкая война, российские войска вышли из Грузии.
- 1795 год
  - произошла Крцанисская битва[11].
  - иранский шах Ага Мохаммед-хан Каджар вторгся в Грузию и разорил Тбилиси.
- 1798 год — на троне воцарился Георгий XII.
- 23 ноября 1800 года — император Павел I издал рескрипт на имя Георгия XII, о принятии его царства в подданство России.
- 1800 год — царевич Александр и Омар-хан с аварским войском вторглись в Кахетию, но потерпели поражение в битве на реке Иори.
- 1801 год — упразднение Картли-Кахетинского царства.
- 8 мая 1802 года — в Тбилиси в торжественной обстановке было открыто новое правление, «Верховное правительство Грузии»
- 1809 год — русская армия заняла Поти и Кутаиси.
- 1810 год — Имеретия была включена в состав России.
- 1811 год
  - русская армия заняла Ахалкалаки,
  - упразднена автокефалия Грузинской Церкви[5].
- 1812 год — Александр после поражения в Кахетии от российских войск бежал к хевсурам.
- XIX век — массовые крестьянскими выступления.
- 1860—1890-е годы — строительство Закавказской железной дороги (Поти — Тбилиси, Батуми — Тбилиси — Баку).

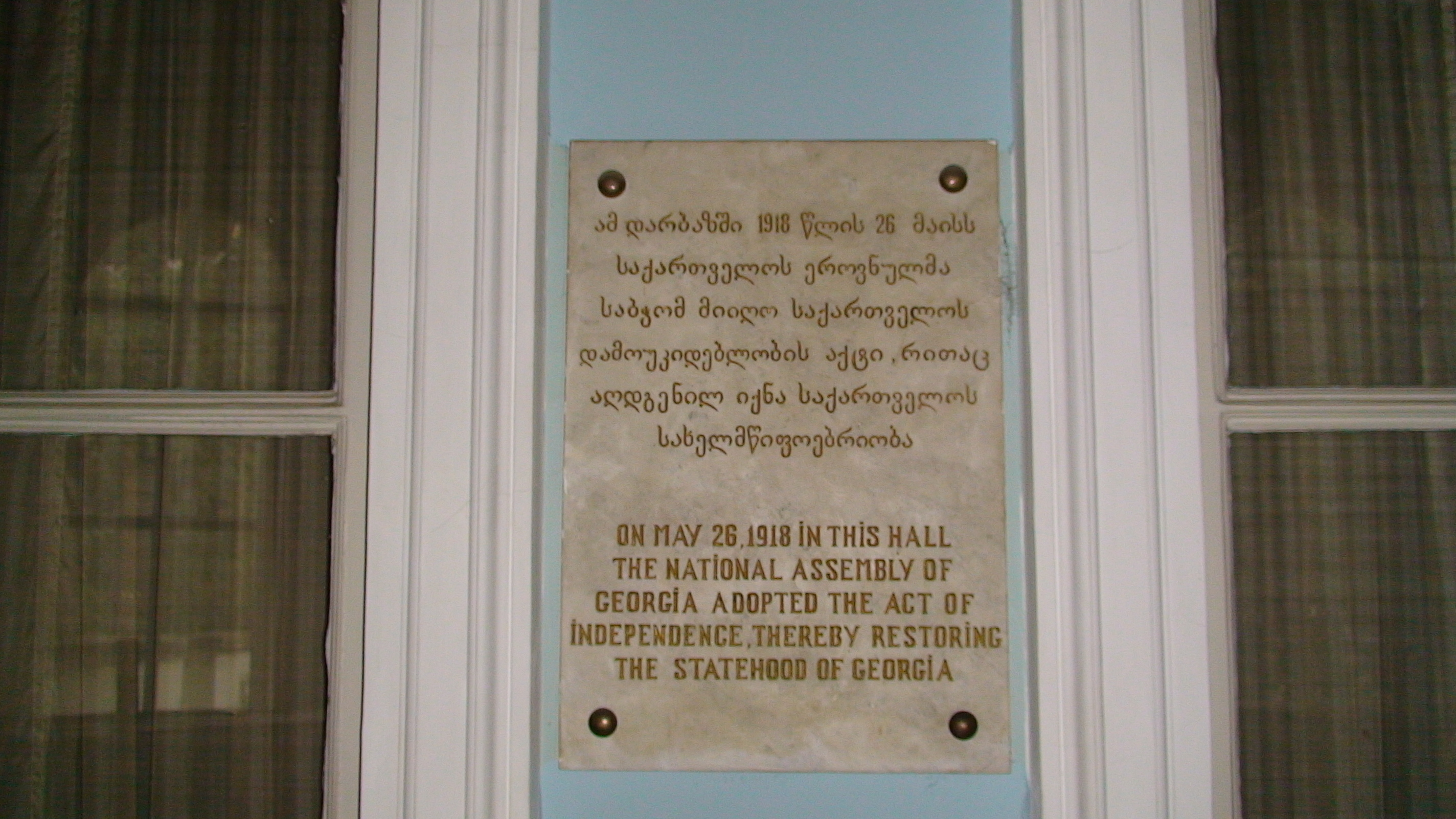
Мемориальная табличка: «26 мая 1918 года в этом зале Национальный совет Грузии принял декларацию о независимости, тем самым восстановив грузинскую государственность»

## XX век
- 1912 год — создан первый в Грузии заповедник — Лагодехский.
- 26 мая 1918 года — в Тифлисе (Тбилиси) была провозглашена независимость Грузии[12].
- Июнь 1918 года — грузинская армия под командованием генерала Мазниашвили захватывает Абхазию.
- 2 июля 1918 года — Грузия аннексирует Адлер.
- 5 июля 1918 года — Грузия аннексирует Сочи.
- 27 июля 1918 года — Грузия аннексирует Туапсе и Хадыженск.
- 1918—1920 годы — в Южной Осетии вспыхивают восстания, подавленные грузинской армией.
- Февраль 1921 — 11-я армия РСФСР вошла в Грузию. Советско-грузинская война.
- 4 марта 1921 — Советская власть установлена в Абхазии, образована ССР Абхазия.
- 5 марта 1921 — Советская власть установлена в Цхинвали.
- 18 марта 1921 — социал-демократическое правительство Грузии было вынуждено покинуть Грузию.
- 16 июля 1921 — в составе Грузии образуется Аджарская АССР.
- 16 декабря 1921 — на основе Союзного договора между Грузинской и Абхазской ССР последняя входит в состав ГССР.
- 12 марта 1922 года — Грузия (совместно с Абхазией) стала частью Закавказской Советской Федеративной Социалистической Республики (ЗСФСР).
- 20 апреля 1922 — в составе ГССР создана Юго-Осетинская автономная область.
- 30 декабря 1922 года — Грузия в составе ЗСФСР вошла в состав СССР.
- 5 декабря 1936 года — Грузия вошла в состав СССР как союзная республика.
- 1924 год — Августовское восстание против советской власти.
- 1936 год — Грузинская ССР, Армянская ССР и Азербайджанская ССР вошли в состав СССР как самостоятельные союзные республики.
- 1951 год — органами государственной безопасности начато мингрельское дело.
- 1956 год — массовые митинги и демонстрации в Тбилиси[13].
- 14 апреля 1978 года — в Тбилиси прошли массовые демонстрации протеста, так как грузинский язык лишался государственного статуса.
- 9 апреля 1989 года — в результате разгона многотысячного оппозиционного митинга у Дома правительства на Проспекте Руставели погибли 21 человек[14] и пострадали 290[15].

## Современный период

### 1990-е годы
- 28 октября 1990 года — в Грузии были проведены первые многопартийные парламентские выборы в СССР[16].
- 31 марта 1991 года — в Грузии состоялся референдум по вопросу восстановления государственной независимости Грузии.
- 9 апреля 1991 года
  - Верховный совет принял акт о восстановлении независимости Грузии
  - Конгресс США признал легитимность референдума 31 марта Чрезвычайной резолюцией, которая является де-факто признанием независимости от СССР.
- 26 мая 1991 года — первые президентские выборы, одержал победу З. Гамсахурдиа.
- 22 декабря 1991 — части грузинской Национальной гвардии под предводительством Тенгиза Китовани подняли мятеж,
- 1991—1992 годы — Южноосетинская война.

Карта военных действия в июле — октябре 1993 года

- Карта военных действия в июле — октябре 1993 года6 января 1992 года — Гамсахурдиа и члены правительства были вынуждены покинуть Грузию. Военный совет объявил о восстановлении действия конституции Грузинской Демократической Республики 1921 года.
- Март 1992 года — председателем Государственного совета Грузии был выбран бывший министр иностранных дел СССР Эдуард Шеварднадзе[17].
- 1992 год — Грузия получила международно-правовое признание большинства стран мира.
- 1992—1993 годы — Война в Абхазии.
- 27 июля 1993 год — после длительных боёв в Сочи было подписано соглашение о временном прекращении огня в Абхазии[18].
- 24 сентября 1993 года — З. Гамсахурдиа вернулся в страну, попытался вновь прийти к власти, положив начало короткой гражданской войне.
- Декабрь 1993 года — Гамсахурдия погиб при невыясненных обстоятельствах[19].
- 5 ноября 1995 года — в Грузии прошли президентские выборы, победу одержал Эдуард Шеварднадзе[20].
- 16 мая 1996 года — подписание в Москве Меморандума о мерах по обеспечению безопасности и укреплению взаимного доверия между сторонами в грузино-осетинском конфликте.
- 19 октября 1998 года — мятеж Акакия Элиавы.
- 1993—1998 годы — партизанская война грузин в Гальском районе Абхазии.
- 20—26 мая 1998 года — Вооружённый конфликт в Гальском районе.

### XXI век
- 25 мая 2001 года — мятеж Национальной гвардии.

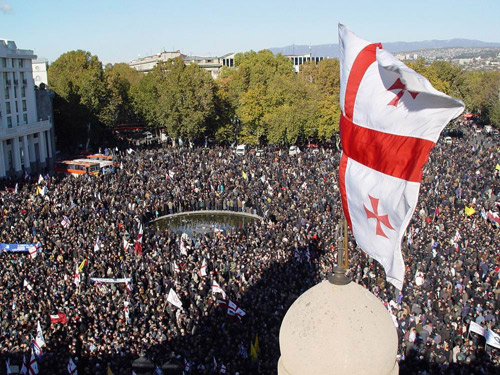
Революция роз

- Революция розосень 2001 года — Вооружённый конфликт между Абхазией с одной стороны и чеченскими боевиками и грузинскими ополченцами с другой.
- 22-23 ноября 2003 года — бархатной революции роз
- 23 ноября 2003 года — отставка Эдуарда Шеварднадзе[21].
- 5 мая 2004 года — отставка президента Аджарии Абашидзе.
- 6 ноября 2004 года — 300 грузинских военнослужащих прибыли в Ирак поддержать американские силы.
- Июль 2006 года — мятеж Эмзара Квициани в Кодорском ущелье
- 2006 год — Российско-грузинский шпионский скандал.
- 2007 год — Грузинский кризис.
- 5 января 2008 года — досрочные президентские выборы в Грузии, побеждает Михаил Саакашвили.
- Август 2008 года — война в Грузии, результатом которого стало признание РФ Южной Осетии и Абхазии в качестве независимых государств[22][23].
- Октябрь 2010 года — принятие проекта закона «О внесении изменений и дополнений в Конституцию Грузии»[24][25].
- Март 2018 года — принятие поправки, утвердившие переход Грузии к парламентской форме республики после президентских выборов 2018 года[26].
- 16 декабря 2018 — избрание С. Зурабишвили в ходе президентских выборов 2018 года.
- 8 сентября 2019 года — избрание Ираклия Гарибашвили премьер-министром.